# الهادي بالعربي
الهادي بالعربي ولد في 1 نوفمبر 1950 في قرية الركب من ولاية بنزرت، هو مهندس وسياسي تونسي.

## السيرة الذاتية

### الدراسات
الهادي بالعربي هو ابن مزارع محلي، زاول تعليمه في إعدادية ماطر ثم في المعاهد الثانوية بمنزل بورقيبة وفي بنزرت. بعد تحصله على شهادة الباكالوريا في 1970، اختاره المختار العتيري ضمن المجموعة A للذهاب إلى فرنسا لمزاولة تعليمه العالي فيها. بدأ فصوله التحضيرية العلمية في معهد سانت جينيفيف الثانوي الخاص في فرساي. إثر قبوله في المدرسة الوطنية العليا للمناجم في باريس، تحصل على شهادة في اللغة الإنجليزية وعلى شهادة دراسات عليا متخصصة في الاقتصاد.

### المسار المهني
بعد عودته إلى تونس في 1976، إنضم إلى ديوان البحرية التجارية والموانئ، ثم إلى مكتب دراسات الشركة التونسية للدراسات التقنية والاقتصادية بين 1976 و1983. في 1984، أسس شركة الهندسة والدراسات الاقتصادية والاجتماعية.

في 1993، إنضم إلى مؤسسة التمويل الدولية التابعة للبنك الدولي في واشنطن. كان في هذه المؤسسة متخصص في تطوير وإدارة البنية التحتية الحضرية والنقل لمنطقة أفريقيا، قبل أن يصبح مدير وحدة البنية التحتية في أفريقيا جنوب الصحراء. في نفس الوقت، بدأ الدراسة في جامعة هارفارد ومعهد ماساتشوستس للتكنولوجيا وتحصل منهم على شهادات في 1999 و2001 على التوالي. في 2000، كان مستشارًا لنائب رئيس ونائب مدير قسم البنية التحتية في منطقة أفريقيا. في 2007، تم ترقيته ليصبح المدير الإقليمي للبنك الدولي لمنطقة الشرق الأوسط (الأردن وسوريا ولبنان والعراق وإيران)، قبل أن يصبح في 2012 المستشار الخاص لنائب رئيس البنك الدولي لمنطقة الشرق الأوسط وشمال أفريقيا مكلف بإعادة تحديد الوضع الاستراتيجي للبنك الدولي في البلدان التي تمر بمرحلة انتقالية في المنطقة (في مرحلة الربيع العربي).

### المسار السياسي
في 29 يناير 2014، عين وزيرا للتجهيز والتهيئة الترابية والتنمية المستديمة في حكومة مهدي جمعة، وبقي في هذا المنصب حتى 6 فبراير 2015.

## الحياة الخاصة
الهادي بالعربي متزوج وأب لثلاثة أطفال.